# The Long Way Home (film, 1997)
Pour les articles homonymes, voir Long Way Home.
Pour plus de détails, voir Fiche technique et Distribution.
The Long Way Home (littéralement « le long retour à la maison ») est un film documentaire américain réalisé par Mark Jonathan Harris en 1997.

## Synopsis
Le documentaire dépeint la condition déplorable des réfugiés juifs en Europe après la Seconde Guerre mondiale et la création de l'état d'Israël.

## Fiche technique
- Titre : The Long Way Home
- Réalisation : Mark Jonathan Harris
- Scénario : Mark Jonathan Harris
- Musique : Lee Holdridge
- Photographie : Don Lenzer
- Montage : Kate Amend
- Production : Marvin Hier et Richard Trank
- Société de production : Moriah Films et Simon Wiesenthal Center
- Pays :  États-Unis
- Genre : Documentaire
- Durée : 120 minutes
- Dates de sortie : 
  -  États-Unis : 19 septembre 1997

## Distinctions
Le film obtint l'Oscar du meilleur film documentaire en 1998.

## Distribution
- Morgan Freeman : narrateur